# 2009年11月澳门

## 11月30日
- 澳門自來水獲得至2030年的供水公同，政府收回購買原水的責任並取消對用戶最低收費。華僑報（页面存档备份，存于）
- 金沙中國香港掛牌，跌穿招股價，收報9.32港元，比招股價低10%。大公網
- 聖公會北區青年服務隊調查發現，被訪511名9至20歲青少年中，89人表示曾在店舖偷竊，當中八成表示曾再犯。澳門電台（页面存档备份，存于）
- 澳門結束連續三個季度的經濟負增長。本年第三季本地生產總值同比實質增長8.2%。澳門電台（页面存档备份，存于）

## 11月29日
- 行政長官辦公室宣佈，國務院日前批准了澳門填海361.65公頃，以興建新城區。新聞局
- 發展策略研究中心與廣東省行政學院共同發表「澳門特區政治人才問題研究」報告。澳門電台（页面存档备份，存于）

## 11月28日
- 較早前懷疑在補習社性侵犯男童的霍姓男子向警方投案。澳門電台（页面存档备份，存于）
- 位於新橋的福安街打通後正式通車。澳門電台（页面存档备份，存于）

## 11月27日
- 運輸工務司司長劉仕堯在回應立法議員口頭質詢時表示，輕軌工程將引入罰則，避免出現後加工程。澳門電台（页面存档备份，存于）

- 澳門道教協會新會址啟用。澳門電台（页面存档备份，存于）

## 11月26日
- 公共汽車經營權完成開標。新福利和維澳蓮運的標書獲得接納，而澳巴的申請不獲接納。澳門電台（页面存档备份，存于）

- 一家補習社負責人涉嫌性侵犯男童後潛逃，其屬下兩家補習中心被教青局查封。華僑報（页面存档备份，存于）

- 立法議員吳國昌、區錦新、陳偉智分別對2010年財政預算案及對行政長官的致謝動議投下了反對票。華僑報（页面存档备份，存于）華僑報（页面存档备份，存于）

## 11月25日
- 兩名女子分別在兩家非法旅館被劫殺和強姦。澳門電台（页面存档备份，存于）
- 新下環街市正式運作。澳門電台（页面存档备份，存于）

## 11月24日
- 身份證明局公佈澳門居民內地超齡子女來澳團聚方案。凡於2001年11月1日前，親生父或母親取得澳門居民身份時在內地未滿14週歲的人士，自下月1日起，可向戶籍所在地縣級以上公安機關出入境管理部門提出申請。澳門電台（页面存档备份，存于）

- 國務院公佈特區第三屆主要官員名單。張裕任社會文化司，馮文莊任廉政專員，何永安任審計長，譚俊榮任行政長官辦公室主任。澳門電台（页面存档备份，存于）
- 港澳政府簽署互免入境申報表協議，兩地居民於12月10日開始可以使對方的e道。澳門電台（页面存档备份，存于）
- 澳門科技大學和解放軍301醫院博士後流動站的研究指出，超過八成受訪的博彩從業員出現亞健康現象。澳門電台（页面存档备份，存于）

## 11月23日
- 衛生局宣布分三階段免費為全澳居民接種甲型H1N1流感疫苗。澳門電台（页面存档备份，存于）

## 11月22日
- 第五十六屆澳門格蘭披治大賽車結束。其中三級方程式大賽，由上屆亞軍意大利車手莫他拿奪得冠軍，他並在第十個圈創出2分10秒732的歷來最快圈速。澳門電台（页面存档备份，存于）
- 已故歌手米高積遜首次表演月行舞步時用的手套由十六浦酒店的代表以35萬美元價格投得。英國廣播公司（页面存档备份，存于）

## 11月21日
- 第56屆澳門格蘭披治大賽車開始正式賽事。華僑報（页面存档备份，存于）

## 11月19日
- 行政長官何厚鏵會見境外媒體時表示，澳門的政制發展主要還是取決於大部份澳門市民想要些甚麼。華僑報（页面存档备份，存于）
- 《澳門日報》報導，澳門有線電視在申請禁止三家公共天線公司轉播英超聯賽事一案中勝訴。澳門日報
- 粵澳警方搗破一非法移民集團，拘捕23人。新華網

## 11月18日
- 行政長官何厚鏵到立法會總結十年施政，宣佈明年第一季度將撥款33億元，為合資格的澳門居民開立中央儲蓄制度個人帳戶，向每個帳戶注入10,000元作為開戶啟動資金。華僑報
- 何厚鏵向傳媒代表表示，退休後不會參加社團或評論政治，亦不會評論歐文龍一案。華僑報（页面存档备份，存于）
- 立法議員吳國昌、區錦新、陳偉智在立法會豎起紙牌，要求何厚鏵交代歐案責任。正報[]
- 審計長蔡美莉回應議員黃顯輝及唐曉晴較早前的批評，指對審計工作帶來嚴重傷害，並有誤導成份。華僑報

## 11月17日
- 經濟財政司司長譚伯源證實，政府在三年前同意把內港廣州大酒店原址改為角子機場。澳門電台（页面存档备份，存于）
- 位於新口岸新填海區的教業中學新校舍正式落成啓用，行政長官何厚鏵出席落成典禮。澳門電台（页面存档备份，存于）
- 三輛大型旅遊巴在鏡湖醫院附近同安街頭尾相撞，造成45人受傷。澳門電台（页面存档备份，存于）澳門電台（页面存档备份，存于）
- 同善堂沿門勸捐今日開始。澳門電台（页面存档备份，存于）
- 透明國際公佈本年國際清廉指數，澳門今年得5.3分比去年下跌0.1分。排名四十三，與去年持平。透明國際

## 11月16日
- 關閘新寶花園及信達廣場小業主到訪工務局，認為關閘廣場沒有必要興建臨時行人天橋。澳門電台（页面存档备份，存于）

## 11月15日
- 高教辦證實，有四名澳門學生受澳洲子午線國際集團倒閉影響。澳門電台（页面存档备份，存于）
- 「推動構建節水型社會工作小組」組長、港務局局長黃穗文表示，特區政府將出資八億元人民幣援建大藤峽工程。華僑報（页面存档备份，存于）

## 11月14日
- 有調查發現，居民對澳門經濟及社會狀況的信心指數比去年回升，同時認為特區政府過去十年整體表現一般，但自身生活滿意度持續下降至47%。華僑報（页面存档备份，存于）

## 11月13日
- 由本土作家廖子馨作品改編的電影《奧戈》在旅遊塔首映。澳門電台（页面存档备份，存于）

## 11月12日
- 立法會以7票贊成、14票反對、3票棄權，否決由吳國昌、區錦新、陳偉智提出就銀河娛樂城批地的聽證動議。澳門電台（页面存档备份，存于）

## 11月11日
- 《人民日報》澳門分社成立。澳門電台（页面存档备份，存于）

- 聖羅撒女子中學中文部新教學大樓啟用。澳門電台（页面存档备份，存于）

- 香港中聯辦副主任李剛指出，港澳兩個特別行政區均有好的依法辦事經驗，可以互相借鑒，又認為港澳辦副主任張曉明前一天的講話只在論澳門情況。澳門電台（页面存档备份，存于）
- 銀河娛樂集團主席呂志和表示，現階段沒有計劃透過轉租賃方式融資發展集團獲批的路氹銀河娛樂城土地，四幅地段暫時自行發展。澳門電台（页面存档备份，存于）

## 11月10日
- 港澳辦副主任張曉明在北京表示，澳門的政治體制、行政、立法、司法的關係，更多著重相互配合。他認為澳門始終堅持走自己的路，不模仿別人，堅決反對外部勢力干預。香港電台[永久]

## 11月9日
- 初級法院及行政法院院長譚曉華及第一審法院合議庭主席馮文莊獲任命為中級法院法官。何偉寧接任初級法院及行政法院院長。澳門電台（页面存档备份，存于）
- 政府推出「全民節水回贈計劃」，鼓勵市民節約用水，並會資助弱勢家庭買瓶裝水。澳門電台（页面存档备份，存于）
- 第三季外地僱員為7.7萬多人，較第上季減少6,300多人，與去年同季外僱人數最高紀錄10.4萬多人比較減少2.7萬人。澳門電台（页面存档备份，存于）

## 11月8日
- 第四十屆澳門明愛慈善園遊會結束，預計可達到籌款四百萬的目標。澳門日報

## 11月7日
- 澳門大學舉行畢業典禮，1279名學生畢業。另外王蒙等三人獲頒榮譽博士學位。澳門日報澳門日報

## 11月6日
- 特區政府與澳門電訊簽署《澳門公共電信服務特許合同》中期檢討，提早開放本地和國際專線服務，以及轉送服務。澳門電台（页面存档备份，存于）
- 培正中學新教學大樓啟用。澳門電台（页面存档备份，存于）
- 檢察院宣佈把已故消委會執委會主席何思謙涉嫌貪污案的調查歸檔。澳門電台（页面存档备份，存于）
- 珠海市宣佈全市供水進入一級緊急狀態。供應香洲區和澳門的用水只足夠十五天用。新華社 Archive.today的存檔，存档日期2013-04-28

## 11月5日
- 社會協調常設委員會執委會勞資雙力就非全職工作達成共識，應該另訂專門制度，不適用現行勞工法。澳門電台（页面存档备份，存于）

## 11月4日
- 初級法院增設第四刑事法庭。澳門日報

## 11月3日
- 行政長官發佈行政命令，設立非法移民拘留中心。澳門特別行政區公報（页面存档备份，存于）

## 11月2日
- 民政總署表示，計劃在「不影響景觀」的條件下，在東望洋山與二龍喉公園興建升降機華僑報（页面存档备份，存于）。

## 11月1日
- 澳門中小企業協進會會長區宗傑認為，政府支援中小企計劃達不到預期成效。澳門電台（页面存档备份，存于）